# Боровик Андрій Євгенович
Андрій Євгенович Боровик (17 липня 1941, Харків — 28 вересня 2009, Сан-Франциско) — український фізик-теоретик, один з перших радянських професійних гравців у бридж. Доктор фізико-математичних наук (1981), лауреат Державної премії УРСР в галузі науки і техніки (1971). Першовідкривач (спільно із групою колег) проміжного стану в антиферомагнетиках, вибудував їх точну нелінійну динаміку, досліджував проблеми фізики плазми та фізики магнітноупорядкованих кристалів.
Майже 25 років — науковий співробітник Фізико-технічного інституту низьких температур АН УРСР (1971—1995), завідувач лабораторії теорії магнітноупорядкованих систем. Учень професорів Віктора Бар'яхтара, Олександра Ахієзера та Бориса Вєркіна.

## Життєпис
Народився 17 липня 1941-го року в пологовому будинку харківського району Липовий Гай. До кінця 1945-го року родина жила в евакуації, у місті Кемерово, потім повернулась до Харкова. У Харкові Андрій Боровик жив у будинку № 4 по вулиці Павлика Морозова.
У 1958-му році вступив до фізико-технічного факультету Харківського державного університету імені О. М. Горького, закінчити який повинен був у 1963-му році, але на четвертому курсі взяв академічну відпустку та рік провів у геологічній експедиції.
З 1964-го року — науковий співробітник теоретичного відділу Українського фізико-технічного інституту під керівництвом професора Олександра Ахієзера. Був близьким другом його сина, фізика-теоретика Іллі Ахієзера.
У 1969-му році здобув науковий ступінь кандидата фізико-математичних наук, захистивши дисертацію на тему «К теории нелинейных волн в средах с пространственной дисперсией».
У 1971-му році, разом з колегами, нагороджений Державною премією УРСР в галузі науки і техніки за «відкриття, теоретичне і експериментальне дослідження проміжного стану в антиферомагнетиках». Тоді ж запрошений професором Борисом Вєркіним обійняти посаду старшого наукового співробітника теоретичного відділу Фізико-технічного інституту низьких температур АН УРСР (ФТІНТ).
У цей період займався рішенням нелінійного рівняння Ландау-Ліфшиця, досліджував теорію магнітних солітонів. У 1981-му році здобув науковий ступінь доктора фізико-математичних наук, захистивши дисертацію на тему «Статические и динамические свойства пространственно-неоднородных структур в магнетиках».
З 1986-го року — завідувач лабораторії теорії магнітноупорядкованих систем ФТІНТ. Через три роки, разом з колегами, нагороджений премією АН УРСР імені М. М. Крилова за цикл робіт «Нелінійні моделі теоретичної і математичної фізики». З 1993-го року, після розформування лабораторії теорії магнітноупорядкованих систем — головний науковий співробітник теоретичного відділу ФТІНТ.
Першовідкривач (спільно із групою колег) проміжного стану в антиферомагнетиках, вибудував їх точну нелінійну динаміку, досліджував проблеми фізики плазми та фізики магнітноупорядкованих кристалів. Науковий керівник та педагог докторів та кандидатів наук, зокрема, Юрія Стржемечного, Сергія Кулініча тощо.
Один з перших радянських професійних гравців у бридж (почав грати на початку 1960-х), призер декількох радянських турнірів з цієї гри.
У 1995-му році емігрував до США разом з родиною. Жив у місті Сан-Франциско, де й раптово помер 28 вересня 2009-го року на 69-му році життя.

### Родина
Був двічі одружений, виховав двох дітей.
- Дідусь — фізик, доктор фізико-математичних наук Станіслав Боровик (1882—1958).
- Бабуся — фізик, хімік, біохімік, кандидат хімічних наук Тетяна Боровик-Романова (1896—1981).
- Батько — фізик, доктор фізико-математичних наук Євген Боровик (1915—1966).
- Єдиноутробний брат — фізик, доктор фізико-математичних наук Віктор Єременко (1932—2017).
- Дядько — фізик, доктор фізико-математичних наук Віктор-Андрій Боровик-Романов (1920—1997)[4].

## Науковий доробок (частковий)
- «О возбуждении нелинейных спиновых волн в ферромагнетиках и антиферромагнетиках» // Боровик А. Е. и др.; ФТТ. 1968. Т. 10, № 6
- «К теории нелинейных волн в средах с пространственной дисперсией»: диссертация кандидата физико-математических наук : 01.00.00. — Харьков, 1969. — 98 с. : ил.
- «Колебания доменных стенок в антиферромагнетиках» // Боровик А. Е. и др.; ФТТ. 1970. Т. 12, № 11
- «Доменная структура при фазовом переходе первого рода из антиферромагнитного в ферромагнитное состояние» // Боровик А. Е. и др.; ФТТ. 1971. Т. 3, № 11
- «О доменной структуре ферромагнетиков при изменении характера магнитной анизотропии» // Боровик А. Е. и др.; УФЖ. 1972. № 17
- «Статические и динамические свойства пространственно-неоднородных структур в магнетиках»: диссертация доктора физико-математических наук : 01.04.02. — Харьков, 1981. — 228 с. : ил.
- «Полностью интегрируемые цепочки спина 1» / А. Е. Боровик, В. Ю. Попков. — Харьков: ФТИНТ, 1990. — 23 с. : ил.; 20 см.
- «An exactly solvable system of coupled nonlinear Schrödinger equations» // Physics Letters A. 1993. Vol. 182, № 1
- «A new solvable 3 D model of statistical mechanics: The free-fermion solution» // International Journal of Modern Physics. 1996. Vol. 10, № 4